# آنتون یوهانسون
آنتون یوهانسون (سوئدی: Anton Johanson; ۲۸ ژانویهٔ ۱۸۷۷ – ۲۴ دسامبر ۱۹۵۲) بازیکن و مربی فوتبال اهل سوئد بود.